# Юдель Джонсон Седено
Юдель Джонсон Седено (ісп. Yudel Johnson Cedeno, нар. 6 червня 1981) — кубинський професійний боксер, срібний призер Олімпіади 2004, чемпіон Панамериканських ігор 1999.

## Любительська кар'єра
Перший міжнародний успіх прийшов до Джонсона на Панамериканських іграх 1999 року, де він став чемпіоном в напівлегкій категорії. Але через велику конкуренцію в кубинській команді змушений був піднятися в напівсередню вагову категорію, проскочивши легку. Зайнявши перше місце на відбірковому турнірі 2004 року в Ріо-де-Жанейро, отримав право на участь в Олімпійських іграх 2004.

### Виступ на Олімпіаді 2004
(кат. до 64 кг)
- У другому раунді змагань переміг Девіса Мвале (Замбія)
- У чвертьфіналі переміг Ділшода Махмудова (Узбекистан) — 32-28
- У півфіналі переміг Боріса Георгієва (Болгарія) — 13-9
- У фіналі програв Манусу Бунжумнонг (Таїланд) — 11-17

У 2006 році Джонсон здобув перемогу на Іграх Центральної Америки і Карибського басейну, але програв внутрішню боротьбу у кубинській команді і не потрапив до складу збірної на Олімпійські ігри 2008.

## Професіональна кар'єра
Джонсон залишив Кубу, перебрався до США і 22 травня 2009 року дебютував на професійному рингу. За період з 2009 по 2015 роки провів 20 професіональних боїв.